# Сконеланд
Сконеланд (на шведски: Skåneland) или Сконеландънъ (на датски: Skånelandene) е исторически и културен регион в най-южната част от Скандинавския полуостров. Наричан е още Сконеландскапен (Skånelandskapen, „провинции на Сконеланд“), а в източници на латински е обозначаван като Тера Скания (Terra Scania или Terra Scaniæ). Включва провинциите Блекинге, Сконе, Халанд и остров Борнхолм. Понякога името е използвано в по-тесен смисъл и обозначава само Сконе.
През Средновековието, от IX до XVII век, регионът е част от Кралство Дания и културно е разглеждан като Източна Дания. Отстъпен е за период от 30 години на Швеция като залог за изпълнение на датските задължения по силата на договора от Брьомсебру през 1645 г. Впоследствие съгласно договора от Роскиле през 1658 г. окончателно става част от Швеция. Остров Анхолт, част от Халанд, е изтърван от договора и остава датски, а Борнхолм възстава през 1660 г. и се връща към Дания-Норвегия.
Въпреки повече от тристагодишната история като част от Швеция, регионът културно се различава от останалите части на Швеция и продължава да е чувствителна тема. Жителите му говорят различни диалекти.